# غومرسباخ
غومرزباخ (بالألمانية: Gummersbach) هي مدينة، district capital و بلدة ألمانية تقع في ألمانيا في أبربرجسشر كريس ‏. يقدر عدد سكانها بـ 52,467 نسمة .

## المدن التوأمة
مدن لاروش سور يون، بورغ باي ماغدبورغ، أفانتو، Lębork و ليسوتو هي مدن توأمة لـغومرزباخ.

## أعلام
- والتر باوم
- إيلونا غوسنباور
- شريف كوش
- يورغن هابرماس
- هاينر براند